# Männerakt
Der Männerakt ist ein Untergenre der Akt-Kunst, welche sich mit der Darstellung unbekleideter Körper befasst und in diesem Fall ausschließlich erwachsene männliche Models thematisiert.

## Geschichte des Männerakts
War ursprünglich die Studie einer Bewegung und der dazugehörigen Muskelreaktionen typisch für den Akt, dehnte sich die Darstellung auch auf andere Bereiche aus. Aufgrund anderer Moralvorstellungen war es in der Antike keineswegs unüblich Nacktheit darzustellen, dies änderte sich mit den strikten christlichen Vorgaben im Mittelalter, wo Nacktheit nur in bestimmten Kontexten erlaubt war, so z. B. zur Darstellung von antiken Gottheiten. Erst in der Renaissance gab es Künstler, z. B. Albrecht Dürer, die den Akt als Möglichkeit des Selbstporträt wählten. In neuerer Zeit ist der Männerakt dann vor allem in sogenannten „Muskel-Magazinen“ aufgegriffen worden und war in der Kunstszene ein Studienobjekt. Männerakte existieren als Plastiken, in der Malerei verschiedener Stilrichtungen, als Zeichnungen und auch als Fotografien verschiedener Arten.

## Zeitgenössische Künstler und Thematiken
Darstellung des muskulösen männlichen Körpers sind häufiger Bestandteil der Werke z. B. von Bruce Weber. Auch im Männerakt gibt es stark erotische oder sogar pornografische Bezüge, wie z. B. in den Werken von Tom Bianchi. Bei Nan Goldin hat die Darstellung des männlichen, nackten Körpers vor allem dokumentarische Ziele, ihre Fotografie befasst sich mit Sex, Drogenmissbrauch und Gewalt. Bei Greg Gorman liegt Ästhetik im Vordergrund, er kombiniert Männerakte auch mit Frauenakten.
Kontrovers diskutiert wird auch der Künstler Robert Mapplethorpe, der teils sehr bizarre Aufnahmen erstellte, die starke pornografische Züge hatten und häufig Selbstporträts waren. Dennoch gelten seine Werke als Kunst, wenn sie auch extreme Themen beinhalten.

## Beispiele für Männerakte

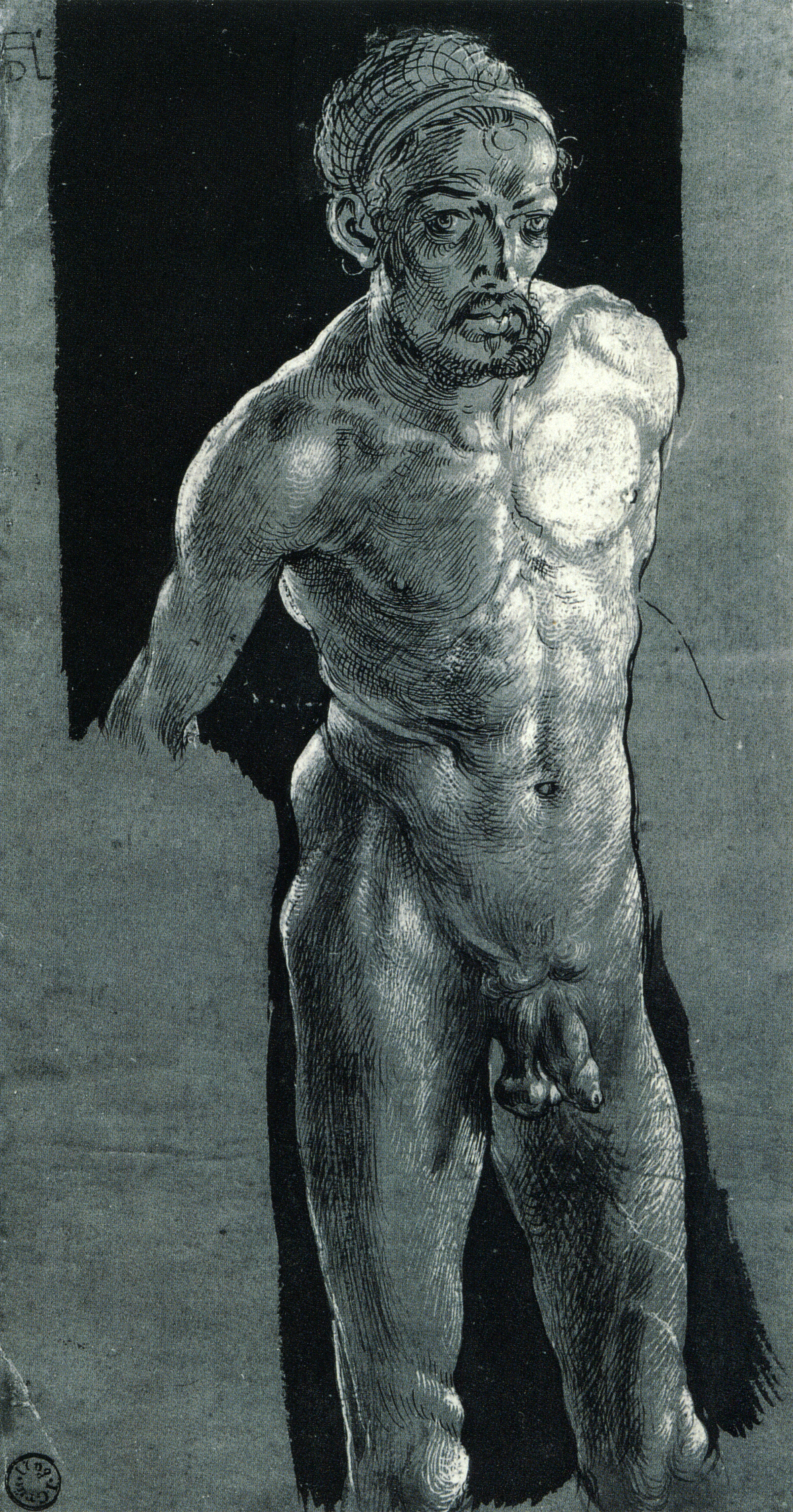
Aktselbstbildnis von Albrecht Dürer (um 1504)
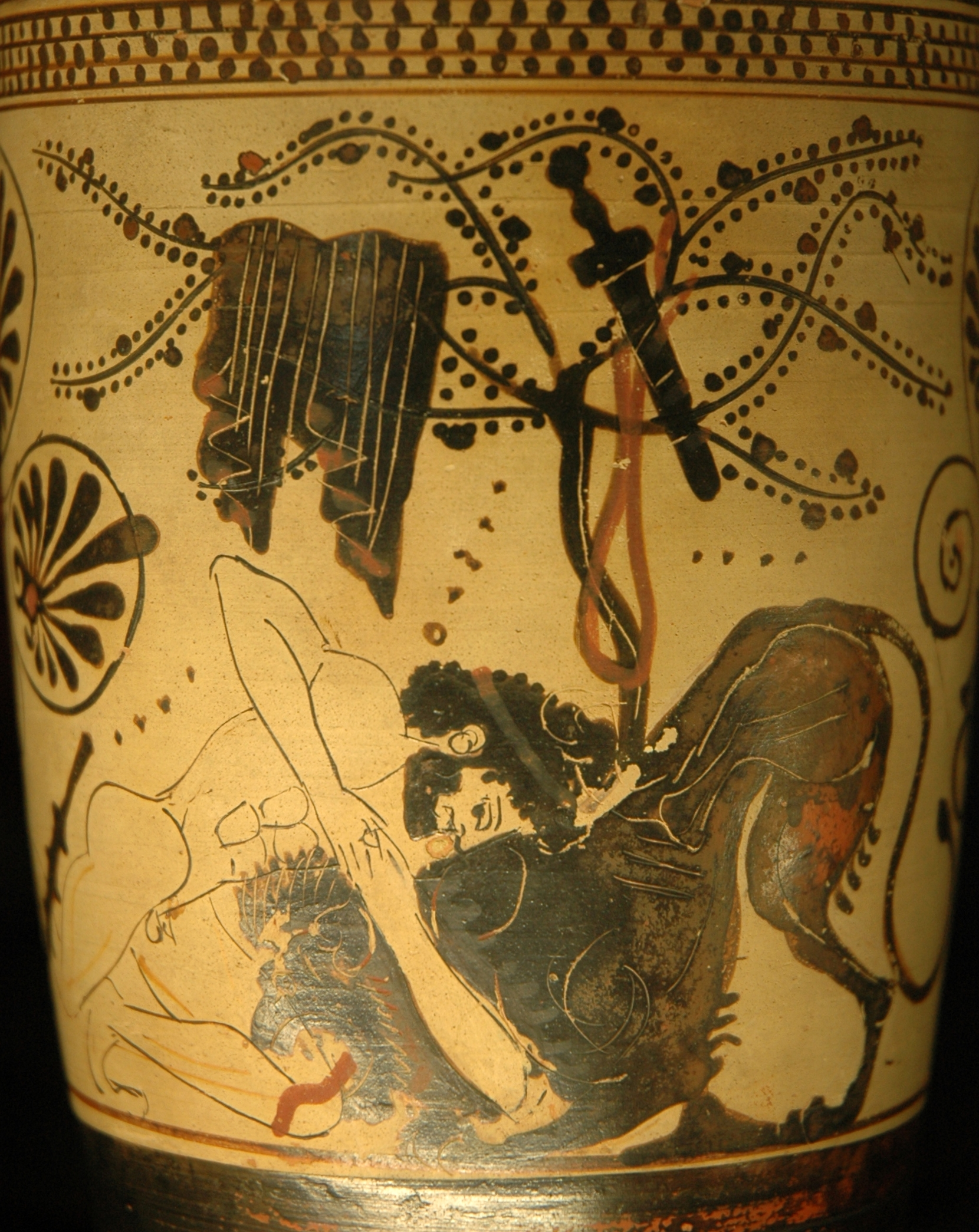
Herakles tötet den Nemeanischen Löwen, ca. 500 v. Chr., Vasenmalerei
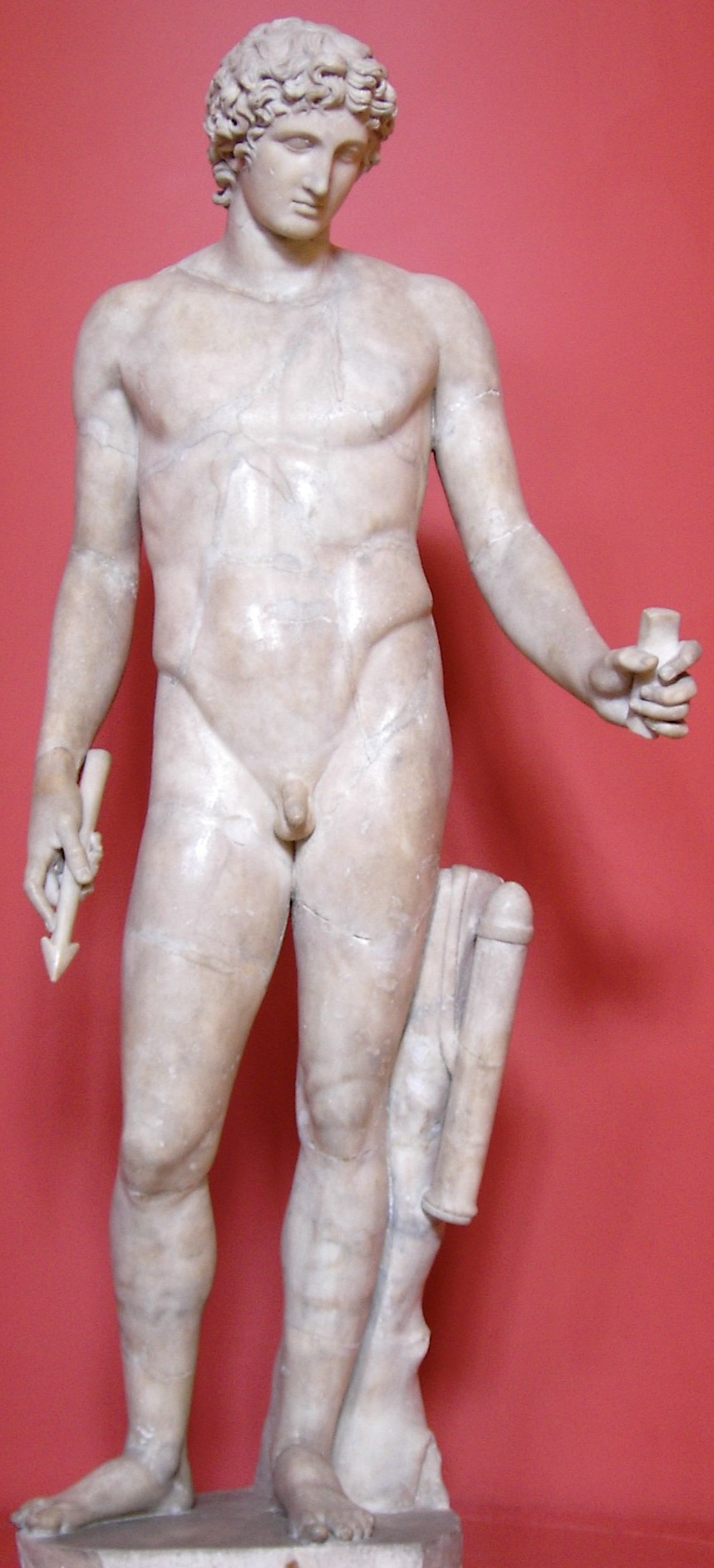
Apollon mit Pfeil und Bogen, ca. 150 n. Chr., Statue
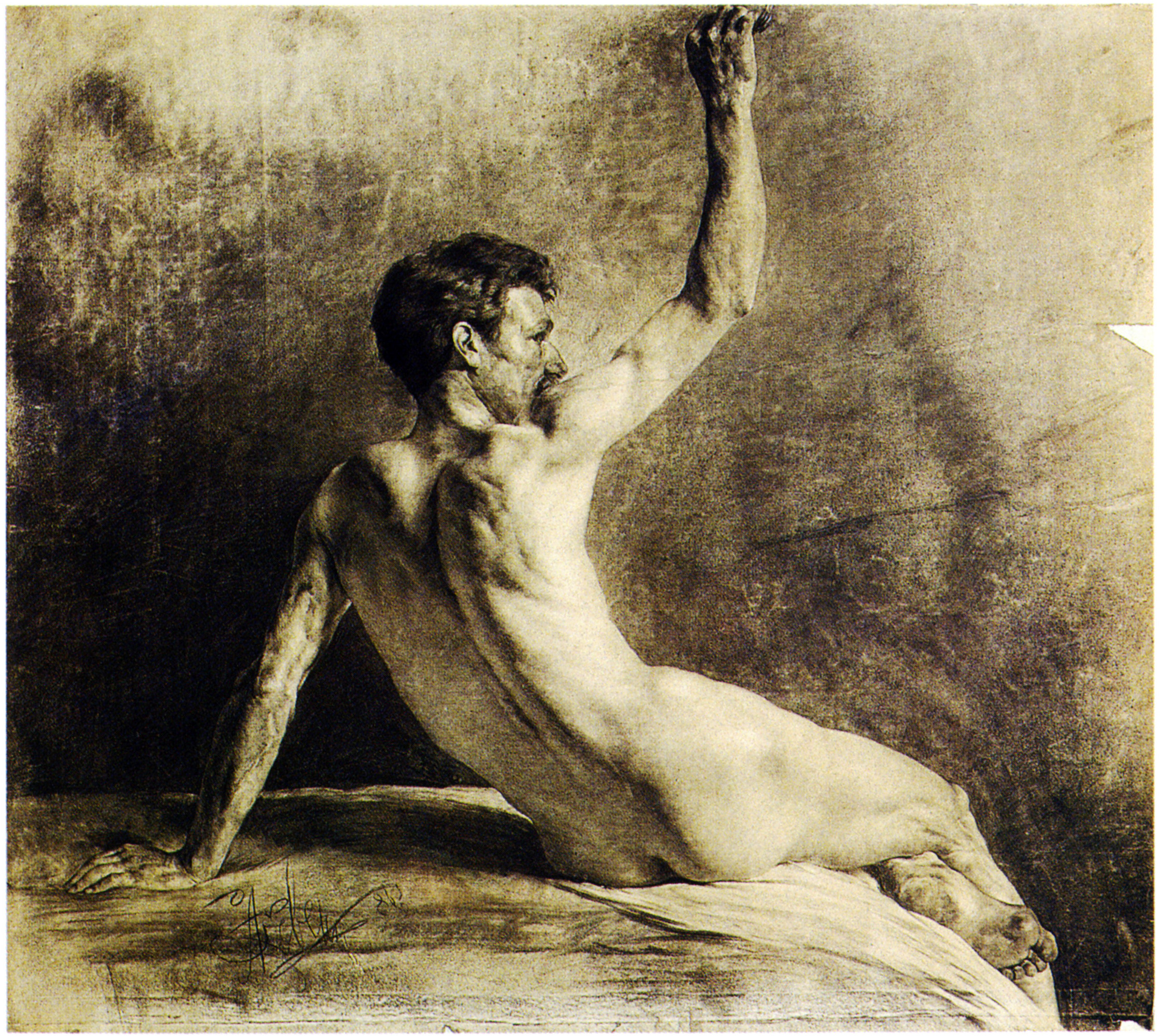
Anton Ažbe, Studie eines Mannes, 1886, Zeichnung
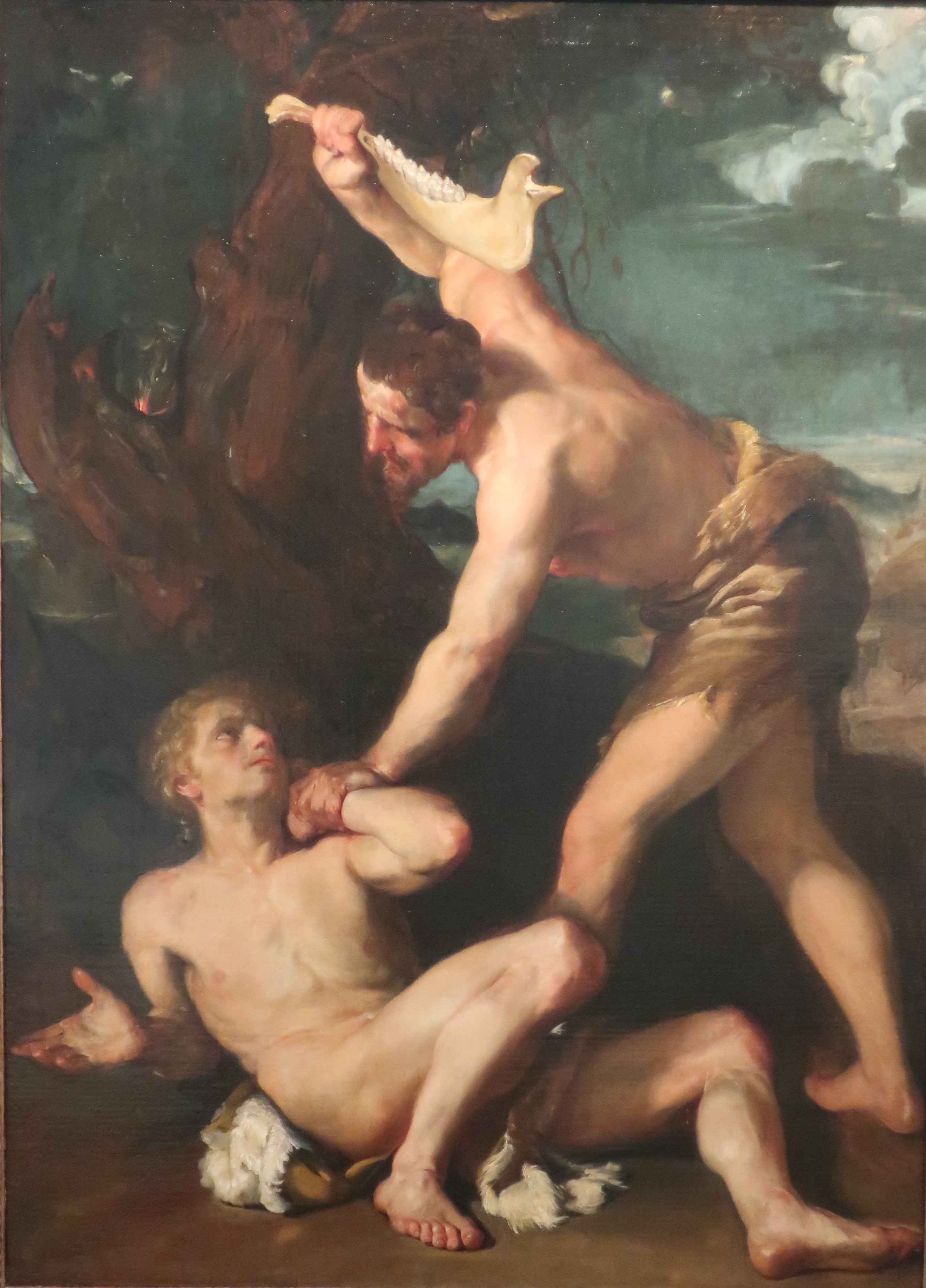
Gaetano Gandolfi, Kain erschlägt Abel, Mitte 18. Jahrhundert, Gemälde
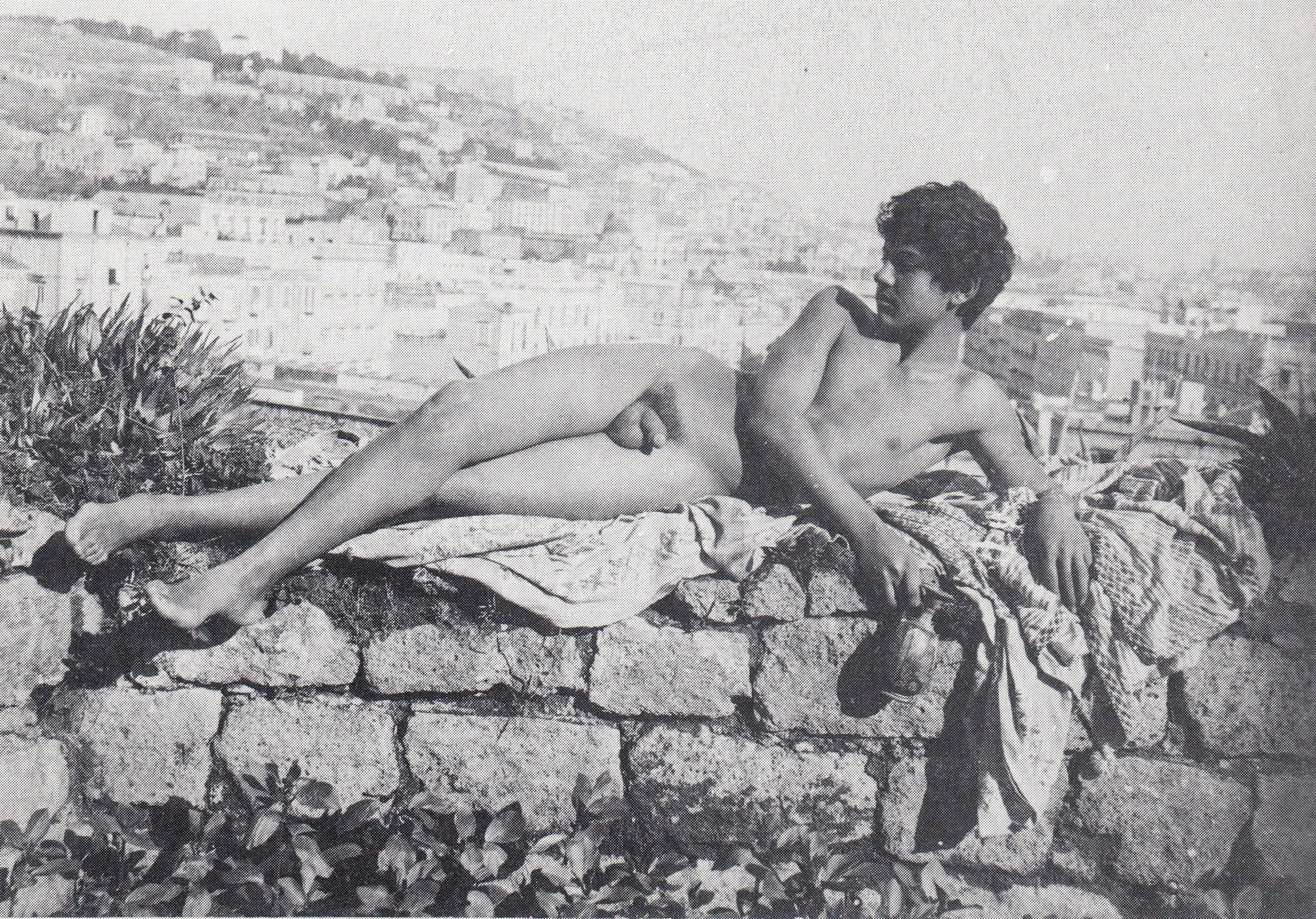
Wilhelm Plüschow, Portrait von Vincenzo Galdi, ca. 1890, Fotografie
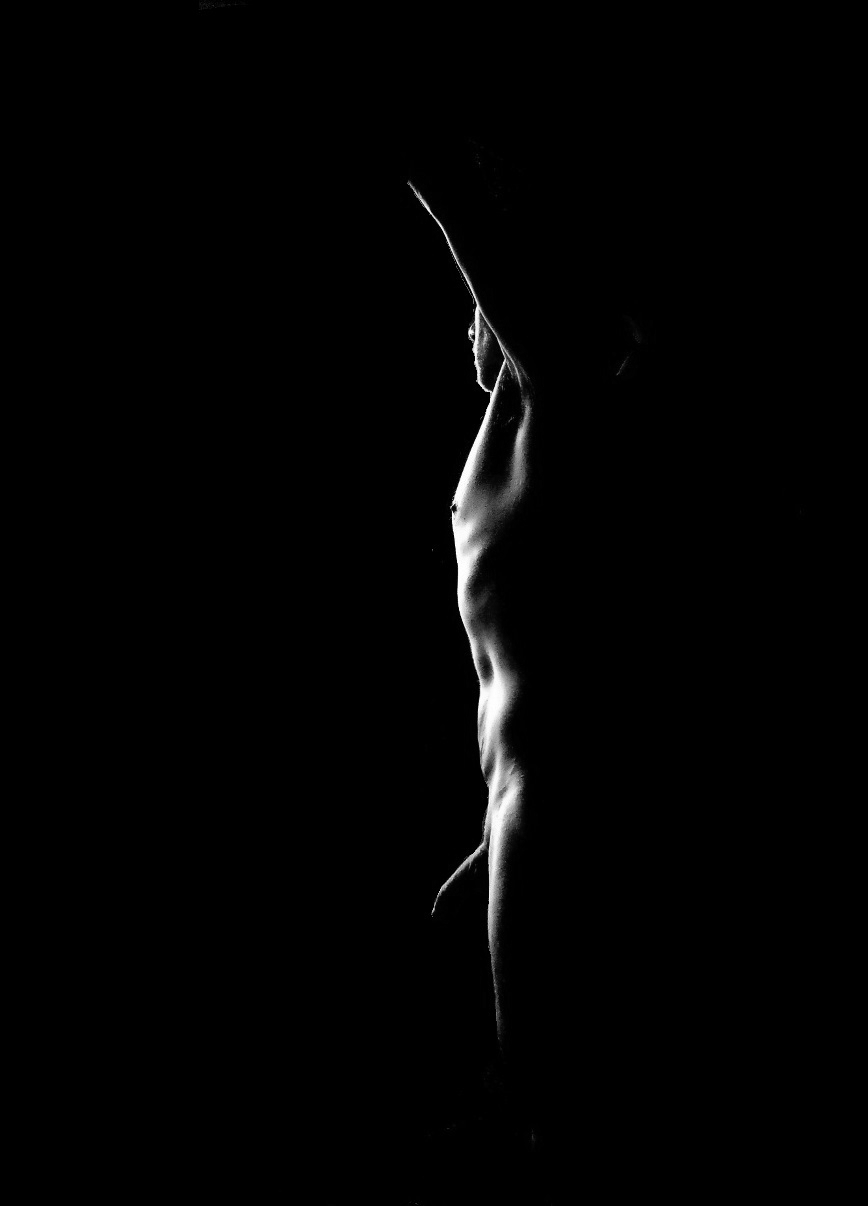
Zeitgenössische Aktfotografie im Low-Key